# Alex Van Halen
Alexander Arthur Van Halen (ur. 8 maja 1953 w Amsterdamie) – amerykański perkusista holenderskiego pochodzenia; znany przede wszystkim jako muzyk grupy Van Halen, którą założył wspólnie z bratem Eddiem.

## Życiorys
Pierwotnie to Alex grał na gitarze, a Eddie na perkusji, lecz po niedługim czasie zauważyli, że starszy z braci ma większy talent do grania na tym instrumencie i tak już zostało. Przed założeniem grupy tytułowanej własnym nazwiskiem Alex wraz z bratem grali m.in. w: The Broken Comsb, The Trojan Rubber Company, Genesis oraz w The Space Brothers. W 1972 Alex i Eddie wraz z Markiem Stone’em założyli grupę Mammoth. Na perkusji grał Alex, na basie Mark, a na gitarze Eddie, który również był wokalistą tej grupy. W 1974 grupa ta zmieniła nazwę na obecną, a do grupy przybyli Michael Anthony, który zastąpił Stone’a na basie, oraz David Lee Roth, który został nowym wokalistą.